# Josep Nora Bornay
Josep Nora Bornay   (Badalona, 10 d'agost de 1940 - Tiana, 8 de juny de 1993) va ser un jugador de bàsquet català de la dècada de 1960.
Es formà a la Unió Esportiva Montgat fins a arribar al primer equip, amb el qual aconseguí ascendir a primera divisió la temporada 1959-60. Després fitxà pel Picadero JC, on hi romangué durant deu temporades fins 1970. La següent temporada jugà al CE Manresa i després es retirà.
Amb la selecció espanyola jugà 30 partits, participant als Jocs Olímpics de 1960 i a l'Europeu de 1961.